# Grün kaputt – Landschaft und Gärten der Deutschen
Grün kaputt – Landschaft und Gärten der Deutschen war eine Ausstellung von Dieter Wieland und dem Bund Naturschutz in Bayern, die sich 1983 kritisch mit der Zerstörung von Landschaft und Grün auseinandersetzte.

## Inhalt
Kritisiert wurde die Ausräumung und Begradigung der Landschaft, der Verlust des menschlichen Maßstabs und die Fixierung auf das Auto. Die Ausstellung zeigte Baumfällung, Landschaftszersiedelung, Dorfzerstörung, Kahlschlag, Begradigung, Betonierung und die Umwandlung ländlicher Wege in Asphaltstraßen.
Wieland sagte 2019: „Wir haben uns die IGA 83 als Angriffsfläche genommen. Es war der Gedanke entstanden: Da muss man doch was dagegensetzen! So eine Monster-Peepshow von Bundesgrün, wo die Großbäume aus ganz Europa zusammengeholt wurden mit dem Tieflader. … Wir haben uns damals die Hoffnung gemacht, wir verändern was. Wenn wir das so zeigen! Mit einer solchen Lust das Hässliche fotografieren. Es war auch eine Möglichkeit etwas abzureagieren. Herr Disko hat gefährlich gebremst auf der Landstraße, wenn ihm etwas aufgefallen ist, ein hässliches Haus oder wieder ein umgesägter Baum.“

## Geschichte

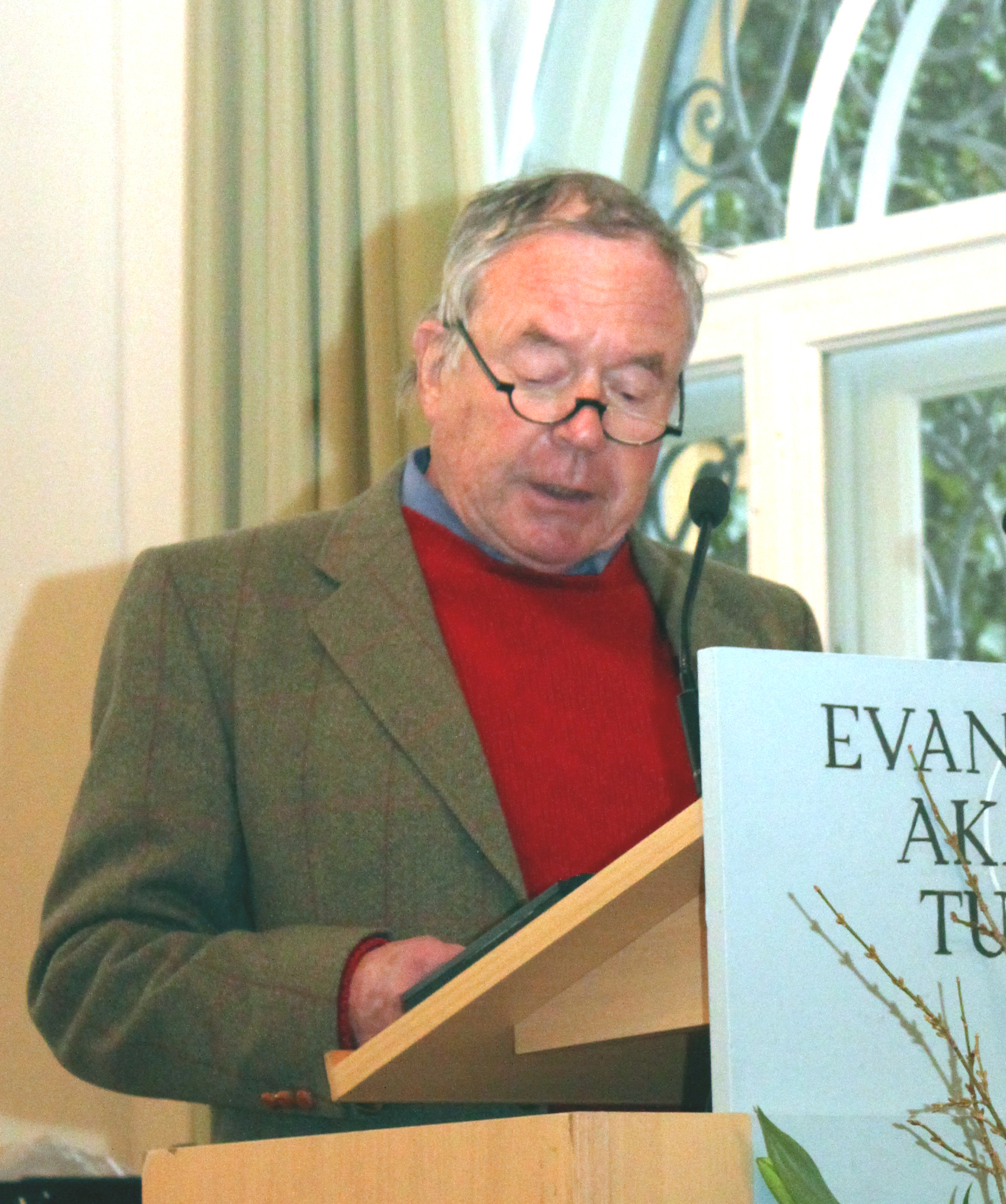
Dieter Wieland (2012)

Dieter Wieland, Rüdiger Disko und Peter M. Bode waren Ideengeber und Initiatoren der Ausstellung. Die Ausstellung war als kritische Gegendarstellung zur Internationalen Gartenbauausstellung 1983 geplant, die im Westpark in München stattfand.
Grün kaputt wurde zuerst im Münchener Stadtmuseum gezeigt und hatte dort 40.000 Besucher. Dieter Wieland erstellte parallel für die Serie Topographie des Bayerischen Rundfunks die Filmdokumentation Grün kaputt, die am 23. Oktober 1983 gesendet wurde.
Die Ausstellung wurde danach unter anderem im Naturhistorischen Museum in Wien gezeigt, in Brandenburg und im Deutschen Hygiene-Museum in Dresden. Die Originalausstellung von 1983 ist nicht mehr auffindbar und wurde  wahrscheinlich vernichtet.
Im Oktober 2019 gab es eine Neuauflage der Ausstellung im Kloster Beuerberg.

## Begleitbuch
- mit Wolfgang Zängl: Grün kaputt. Landschaft und Gärten der Deutschen. 11. Auflage. Raben-Verlag, München 1990, ISBN 3-922696-43-0.